# Ourodenberg Sport
Ourodenberg Sport was een Belgische voetbalclub uit Ourodenberg, in Aarschot. De club was bij de KBVB aangesloten met stamnummer 3587 en had als clubkleuren geel-zwart. Ourodenberg speelde in zijn bestaan een vijftal seizoenen in de nationale reeksen. In 1983 ging de club in een fusie met KV Aarschot Sport op in KV Ourodenberg-Aarschot.

## Geschiedenis
De club werd als Ourodenberg Sport opgericht in 1930. Op 1 september 1942 sloot de club aan bij de KBVB, waar men stamnummer 3587 kreeg toegekend.
Ourodenberg Sport bleef verschillende decennia in de provinciale reeksen spelen. In Aarschot zelf speelde al een oudere club, KV Aarschot Sport, die na de Tweede Wereldoorlog een tweetal decennia in de nationale reeksen speelde. Terwijl Aarschot Sport teruggezakt was naar de provinciale reeksen, bereikte in 1974 het jongere Ourodenberg Sport de nationale Bevorderingsreeksen, de Vierde Klasse, en werd zo de hoogst genoteerde Aarschotse club. Het eerste seizoen kon men zich nog in de middenmoot handhaven, maar in 1975/76 eindigde Ourodenberg afgetekend als allerlaatste in zijn reeks, na slechts twee competitieoverwinning in een heel seizoen. De club zakte weer naar Eerste Provinciale, maar kon na één seizoen in 1977 weer terugkeren naar de nationale Vierde Klasse. Deze terugkeer was van korte duur; Ourodenberg werd voorlaatste en zakte opnieuw.
Bij het 50-jarig bestaan in 1980 werd de club koninklijk. In juli 1982 werd de clubnaam gewijzigd in Koninklijke Ourodenberg Sport. Ondertussen was men in 1981 opnieuw gepromoveerd naar Vierde Klasse. Het eerste seizoen verliep goed, met een derde plaats in de eindstand. Het volgend seizoen strandde Ourodenberg echter weer op een degradatieplaats.
De jeugdploegen van Ourodenberg Sport speelden eind jaren '70, begin jaren '80 "provinciaal voetbal" tegen de eersteklassers en tweedeklassers van het Belgisch voetbal in die tijd: RSC Anderlecht, RWDM, Stade Leuven, Racing Jet Brussel, Crossing Schaarbeek, ...
In 1983 ging Ourodenberg dan de fusie aan met de andere club uit de stad, Aarschot Sport. De nieuwe fusieclub werd KV Ourodenberg-Aarschot genoemd en speelde verder met stamnummer 441 van Aarschot Sport in de provinciale reeksen. Stamnummer 3587 van Ourodenberg Sport werd definitief geschrapt.

## Resultaten
| Seizoen | Klasse | Klasse | Klasse | Klasse | Klasse | Klasse | Klasse | Klasse | Reeks                                     | Punten                                    | Opmerkingen                               |                                           |
|         | I      | II     | III    | P.I    | P.II   | P.III  | P.IV   |        |                                           |                                           |                                           |                                           |
| ------- | ------ | ------ | ------ | ------ | ------ | ------ | ------ | ------ | ----------------------------------------- | ----------------------------------------- | ----------------------------------------- | ----------------------------------------- |
| 1942/43 |        |        |        |        |        | 1      |        |        | Derde Prov. Brab.                         | 38                                        |                                           |                                           |
| 1943/44 |        |        |        |        | 5      |        |        |        | Tweede Prov. Brab.                        | 19                                        |                                           |                                           |
| 1944/45 |        |        |        |        | 4      |        |        |        | Tweede Prov. Brab.                        | 5                                         |                                           |                                           |
| 1945/46 |        |        |        |        | 6      |        |        |        | Tweede Prov. Brab.                        | 30                                        |                                           |                                           |
| 1946/47 |        |        |        |        | 2      |        |        |        | Tweede Prov. Brab.                        | 44                                        |                                           |                                           |
| 1947/48 |        |        |        |        | 2      |        |        |        | Tweede Prov. Brab.                        | 42                                        |                                           |                                           |
| 1948/49 |        |        |        |        | 3      |        |        |        | Tweede Prov. Brab.                        | 36                                        |                                           |                                           |
| 1949/50 |        |        |        |        | 5      |        |        |        | Tweede Prov. Brab.                        | 32                                        |                                           |                                           |
| 1950/51 |        |        |        |        | 5      |        |        |        | Tweede Prov. Brab.                        | 33                                        |                                           |                                           |
| 1951/52 |        |        |        |        | 5      |        |        |        | Tweede Prov. Brab.                        | 43                                        |                                           |                                           |
|         | I      | II     | III    | IV     | P.I    | P.II   | P.III  | P.IV   | Vanaf 1952/53 zijn er 4 nationale niveaus | Vanaf 1952/53 zijn er 4 nationale niveaus | Vanaf 1952/53 zijn er 4 nationale niveaus | Vanaf 1952/53 zijn er 4 nationale niveaus |
| 1952/53 |        |        |        |        |        | 4      |        |        | Tweede Prov. Brab.                        | 41                                        |                                           |                                           |
| 1953/54 |        |        |        |        |        | 9      |        |        | Tweede Prov. Brab.                        | 30                                        |                                           |                                           |
| 1954/55 |        |        |        |        |        | 9      |        |        | Tweede Prov. Brab.                        | 29                                        |                                           |                                           |
| 1955/56 |        |        |        |        |        | 2      |        |        | Tweede Prov. Brab.                        | 38                                        |                                           |                                           |
| 1956/57 |        |        |        |        |        | 9      |        |        | Tweede Prov. Brab.                        | 25                                        |                                           |                                           |
| 1957/58 |        |        |        |        |        | 10     |        |        | Tweede Prov. Brab.                        | 23                                        |                                           |                                           |
| 1958/59 |        |        |        |        |        | 9      |        |        | Tweede Prov. Brab.                        | 30                                        |                                           |                                           |
| 1959/60 |        |        |        |        |        | 16     |        |        | Tweede Prov. Brab.                        | 14                                        |                                           |                                           |
| 1960/61 |        |        |        |        |        |        | 7      |        | Derde Prov. Brab.                         | 27                                        |                                           |                                           |
| 1961/62 |        |        |        |        |        |        | 14     |        | Derde Prov. Brab.                         | 10                                        |                                           |                                           |
| 1962/63 |        |        |        |        |        |        | 7      |        | Derde Prov. Brab.                         | 36                                        |                                           |                                           |
| 1963/64 |        |        |        |        |        |        | 4      |        | Derde Prov. Brab.                         | 39                                        |                                           |                                           |
| 1964/65 |        |        |        |        |        |        | 1      |        | Derde Prov. Brab.                         | 46                                        |                                           |                                           |
| 1965/66 |        |        |        |        |        | 5      |        |        | Tweede Prov. Brab.                        | 33                                        |                                           |                                           |
| 1966/67 |        |        |        |        |        | 1      |        |        | Tweede Prov. Brab.                        | 43                                        |                                           |                                           |
| 1967/68 |        |        |        |        | 3      |        |        |        | Eerste Prov. Brab.                        | 39                                        |                                           |                                           |
| 1968/69 |        |        |        |        | 5      |        |        |        | Eerste Prov. Brab.                        | 35                                        |                                           |                                           |
| 1969/70 |        |        |        |        | 9      |        |        |        | Eerste Prov. Brab.                        | 29                                        |                                           |                                           |
| 1970/71 |        |        |        |        | 6      |        |        |        | Eerste Prov. Brab.                        | 34                                        |                                           |                                           |
| 1971/72 |        |        |        |        | 9      |        |        |        | Eerste Prov. Brab.                        | 28                                        |                                           |                                           |
| 1972/73 |        |        |        |        | 5      |        |        |        | Eerste Prov. Brab.                        | 31                                        |                                           |                                           |
| 1973/74 |        |        |        |        | 1      |        |        |        | Eerste Prov. Brab.                        | 39                                        |                                           |                                           |
| 1974/75 |        |        |        | 9      |        |        |        |        | Vierde klasse D                           | 29                                        |                                           |                                           |
| 1975/76 |        |        |        | 16     |        |        |        |        | Vierde klasse B                           | 10                                        |                                           |                                           |
| 1976/77 |        |        |        |        | 2      |        |        |        | Eerste Prov. Brab.                        | 39                                        |                                           |                                           |
| 1977/78 |        |        |        | 15     |        |        |        |        | Vierde klasse B                           | 20                                        |                                           |                                           |
| 1978/79 |        |        |        |        | 5      |        |        |        | Eerste Prov. Brab.                        | 33                                        |                                           |                                           |
| 1979/80 |        |        |        |        | 11     |        |        |        | Eerste Prov. Brab.                        | 27                                        |                                           |                                           |
| 1980/81 |        |        |        |        | 1      |        |        |        | Eerste Prov. Brab.                        | 45                                        |                                           |                                           |
| 1981/82 |        |        |        | 3      |        |        |        |        | Vierde klasse D                           | 36                                        |                                           |                                           |
| 1982/83 |        |        |        | 15     |        |        |        |        | Vierde klasse B                           | 22                                        |                                           |                                           |